# Adrien Taghin
Adrien Taghin est un joueur français de volley-ball né le 11 août 1988 à Meaux (Seine-et-Marne). Il mesure 2,01 m et joue attaquant après avoir débuté comme central.

## Clubs
| Club                  | De        | À         |
| --------------------- | --------- | --------- |
| Avignon VB            | 2007-2008 | 2008-2009 |
| Nancy Volley MJ       | 2009-2010 | 2009-2010 |
| EV Beaucourt-Sochaux  | 2010-2011 | 2011-2012 |
| Plessis-Robinson VB   | 2012-2013 | 2014-2015 |
| AS Saint-Jean-d'Illac | 2017-2018 | ...       |

## Palmarès
- Championnat d'Europe des moins de 21 ans
  - Finaliste : 2006
- Championnat d'Europe des moins de 19 ans
  - Finaliste : 2005